# UBE2V1
UBE2V1 (англ. TMEM189-UBE2V1 readthrough) – білок, який кодується однойменним геном, розташованим у людей на короткому плечі 20-ї хромосоми. Довжина поліпептидного ланцюга білка становить 147 амінокислот, а молекулярна маса — 16 495.
| 10         |  | 20         |  | 30         |  | 40         |  | 50         |
| ---------- |  | ---------- |  | ---------- |  | ---------- |  | ---------- |
| MAATTGSGVK |  | VPRNFRLLEE |  | LEEGQKGVGD |  | GTVSWGLEDD |  | EDMTLTRWTG |
| MIIGPPRTIY |  | ENRIYSLKIE |  | CGPKYPEAPP |  | FVRFVTKINM |  | NGVNSSNGVV |
| DPRAISVLAK |  | WQNSYSIKVV |  | LQELRRLMMS |  | KENMKLPQPP |  | EGQCYSN    |

A: Аланін

C: Цистеїн

D: Аспарагінова кислота

E: Глутамінова кислота

F: Фенілаланін

G: Гліцин

I: Ізолейцин

K: Лізин

L: Лейцин

M: Метіонін

N: Аспарагін

P: Пролін

Q: Глутамін

R: Аргінін

S: Серин

T: Треонін

V: Валін

W: Триптофан

Задіяний у таких біологічних процесах, як убіквітинування білків, ацетилювання, альтернативний сплайсинг. 
Локалізований у ядрі.